# Masacre en el pabellón séptimo
Se conoce como «masacre en el pabellón séptimo», masacre de la cárcel de Villa Devoto, o motín de los colchones, a los acontecimientos ocurridos el 14 de marzo de 1978 en el pabellón número 7 de la Unidad 2 de Devoto, de la ciudad de Buenos Aires, Argentina, durante la dictadura autodenominada Proceso de Reorganización Nacional.
Al menos 65 personas (64, según la versión oficial) murieron asfixiadas, quemadas o baleadas, por efectivos del Servicio Penitenciario Federal, aunque investigadores sostienen que fueron 74 y un sobreviviente afirma que fueron más de 100. Durante el episodio, el servicio penitenciario impidió el ingreso de los bomberos que llegaron al edificio para sofocar el incendio, argumentando que la situación ya había sido normalizada. No hubo ningún registro de víctimas fatales entre el personal del Servicio Penitenciario Federal, sólo cinco heridos leves.
Los únicos imputados fueron los presos sobrevivientes; y las muertes quedaron impunes, de la misma manera que otros episodios de torturas o asesinatos cometidos contra «presos comunes» durante la dictadura. En 2014, la Cámara Federal Penal consideró que los hechos constituían crímenes de lesa humanidad y ordenó reabrir la investigación.

## Testimonio
Hugo Cardozo, uno de los sobrevivientes detenidos en Devoto, relató que el incidente se inició durante una requisa de rutina que fue inusualmente violenta:

«Esta vez era más cantidad de personal que de costumbre. Nos hicieron lo mismo pero más áspero: nos golpearon. Estaban con diferentes uniformes y con garrotes. Los golpes no paraban y nos defendimos como pudimos, hasta que se fueron corriendo y quedamos solos en el pabellón.»

Según su testimonio, dos guardias empezaron a disparar gases y tiros con ametralladoras. Los reclusos trataron de encerrarse, tapando la entrada al pabellón con camas y colchones.

«Seguían disparando y tirábamos lo que teníamos a mano: papas, pilas... Y de pronto veo que detrás de mí pasa un calentador que golpea en la pila de colchones. Los que disparaban volcaron un tanque de kerosene, la lengua de fuego llegó al piso y ahí empezó el infierno.

El calor era infernal y nos faltaba el aire. Me colgué de una ventana para respirar algo de aire puro y los veo disparar ahí también. La piel se nos ampollaba y veía a mis compañeros caer. Agarré una toalla mojada, me tapé la cabeza y me tiré al piso. Desperté a las dos horas y ya no había fuego. Mis compañeros estaban cocinados.»

Tras el hecho, los sobrevivientes fueron encerrados en un calabozo, donde continuaron siendo agredidos.

«Un cordón de uniformados que te pegaban con todo lo que tenían. Yo salí corriendo. Tenía que atravesar esos tres pisos; un pasillo de baldosas. Te resbalabas en los jugos de las ampollas reventadas a golpes de otros que pasaron antes. Algunos quedaban allí en el camino.»

En cuanto a que entre el personal policial sólo hubo heridos leves, uno de ellos con magulladuras en sus dos manos, Cardozo sostuvo:

«Se lastimaron de tanto golpearnos. Eso no fue un motín: no éramos unos locos que nos prendimos fuego como se dijo.»

## Repercusiones
La versión oficial, reproducida por medios como el diario Crónica, sostuvo que se trató de un motín, y que las muertes se produjeron por asfixia o quemaduras, concentrando la responsabilidad sobre las víctimas.
En 1979, el entonces juez de instrucción Jorge Valerga Aráoz decretó el «sobreseimiento provisorio».
Organismos de Derechos Humanos impulsaron y reclamaron la reapertura de la investigación en la causa penal, con el objetivo de que la represión policial de esa jornada fuera considerada un delito de lesa humanidad cometido en el marco del terrorismo de Estado aplicado durante el autodenominado Proceso de Reorganización Nacional. Estos grupos sostienen que los detenidos fueron asesinados durante la represión de los agentes penitenciarios, quienes, además de disparar sobre los presos amotinados, iniciaron el fuego que causó la mayoría de las muertes en el pabellón.
El 15 de agosto de 2014 la Sala I de la Cámara Federal de Capital Federal hizo lugar al pedido de los querellantes y sobrevivientes. Declaró que el caso se trata de un crimen de lesa humanidad, abriendo la puerta a una investigación. Para la apelación que derivó en esta declaración, fue clave el dato de la desaparición de Jorge Hernández Rodríguez, un militante uruguayo que se encontraba preso allí. Su padre lo reconoció en la portada del diario Crónica, sin embargo su nombre no aparece en ningún registro.

### Publicaciones
Se han publicado libros sobre el hecho como Crónica de muertes silenciadas. Villa Devoto, 14 de marzo de 1978, del criminólogo Elías Neuman, publicado en 1985; Los derechos humanos en el «otro país», de Daniel Barberis, en 1987; y Masacre en el pabellón séptimo, de Claudia Cesaroni, en 2013.
El músico Indio Solari ha escrito dos canciones que aluden al hecho: «Pabellón séptimo (relato de Horacio)» y «Toxi Taxi».